# Svenska mästerskapen i längdskidåkning 1945
Svenska mästerskapen i längdskidåkning 1945 arrangerades, som en del av stora SM-veckan, i Kramfors den 24 februari till 4 mars.

## Medaljörer, resultat

### Herrar
| Gren              | Guld                                                        | Guld                                                        | Guld     | Silver                                                       | Silver                                                       | Silver   | Brons           | Brons         | Brons    |
| 15 km             | Nils Karlsson                                               | IFK Mora                                                    | 59.03    | Nils Täpp                                                    | Sågmyra IF                                                   | 59.54    | Ingvar Forsberg | Kramfors      | 1.01.13  |
| 30 km             | Harald Eriksson                                             | IFK Umeå                                                    | 2.01.06  | Nils Karlsson                                                | IFK Mora                                                     | 2.02.09  | Gunnar Karlsson | IFK Umeå      | 2.02.46  |
| 50 km             | Nils Karlsson                                               | IFK Mora                                                    | 3.26.27  | Anders Törnkvist                                             | IFK Mora                                                     | 3.30.25  | Harald Eriksson | IFK Umeå      | 3.31.31  |
| Stafett 3 x 10 km | IFK Mora (Gunnar Eriksson, Anders Törnkvist, Nils Karlsson) | IFK Mora (Gunnar Eriksson, Anders Törnkvist, Nils Karlsson) | 1.52.06  | IFK Umeå (Gunnar Karlsson, Harald Eriksson, Gösta Andersson) | IFK Umeå (Gunnar Karlsson, Harald Eriksson, Gösta Andersson) | 1.53.19  | Kramfors IF     | Kramfors IF   | 1.54.14  |
| Lagtävling 15 km  | IFK Mora (Nils Karlsson, Anders Törnkvist, Gunnar Eriksson) | IFK Mora (Nils Karlsson, Anders Törnkvist, Gunnar Eriksson) | 3.06.20  | Kramfors IF                                                  | Kramfors IF                                                  | 3.07.59  | Östersunds SK   | Östersunds SK | 3.13.35  |
| Lagtävling 30 km  | IFK Umeå (Harald Erikson, Gunnar Karlsson, Arthur Herrdin)  | IFK Umeå (Harald Erikson, Gunnar Karlsson, Arthur Herrdin)  | 6.11.04  | IFK Mora                                                     | IFK Mora                                                     | 6.17.04  | Brännans IF     | Brännans IF   | 6.22.21  |
| Lagtävling 50 km  | IFK Mora (Nils Karlsson, Anders Törnkvist, Gunnar Eriksson) | IFK Mora (Nils Karlsson, Anders Törnkvist, Gunnar Eriksson) | 10.32.39 | Kramfors IF                                                  | Kramfors IF                                                  | 10.49.12 | Östersunds SK   | Östersunds SK | 10.50.51 |

### Damer
| Gren             | Guld                                                        | Guld                                                        | Guld    | Silver          | Silver   | Silver  | Brons        | Brons       | Brons   |
| 10 km            | Margit Åsberg                                               | IF Friska Viljor                                            | 45.34   | Anna Strandberg | Vårby IK | 46.51   | Mary Hedberg | Anundsjö IF | 47.29   |
| Lagtävling 10 km | Edsbyns IF (Vera Åström-Hålldin, Rut Trygg, Barbro Alexson) | Edsbyns IF (Vera Åström-Hålldin, Rut Trygg, Barbro Alexson) | 2.30.19 | Vårby IK        | Vårby IK | 2.32.00 | Arbrå IK     | Arbrå IK    | 2.36.08 |

### Webbkällor
- Svenska Skidförbundet